# San José de Metán
San José de Metán est une ville argentine située dans la province de Salta et le Département de Metán. Elle se trouve à 160 km de Salta, la capitale provinciale. Elle est la cinquième ville la plus peuplée de la province.
- (es) Cet article est partiellement ou en totalité issu de l’article de Wikipédia en espagnol intitulé « San José de Metán » (voir la liste des auteurs).